# Longpont
Longpont è un comune francese di 299 abitanti situato nel dipartimento dell'Aisne della regione dell'Alta Francia.
Longpont (02) Mairie.jpg

## Società

### Evoluzione demografica
Abitanti censiti